# Аїстово (Калінінградська область)
Аїстово (рос. Аистово) — селище Гур'євського міського округу, Калінінградської області Росії. Входить до складу Добринського сільського поселення.
Населення — 49 осіб (2015 рік).

## Населення
| 2002 | 2010 |
| ---- | ---- |
| 48   | ↗49  |